# الجائحة التوأم
الجائحة التوأم أو الجائحة المزدوجة (بالإنجليزية: Twindemic)‏ (ويُلفظ تويندَميك)؛ هو مصطلح يستخدم خلال جائحة فيروس كورونا، في إشارة إلى إمكانية حدوث عدوى مزدوجة شديدة ناتجة عن الإصابة بالإنفلونزا الموسمية جنبًا إلى جنب الإصابة بكورونا. استخدم المصطلح خلال فصلي الخريف والشتاء من 2020 و2021 وبداية 2022. قد تكون الحالة المصابة بالجائحة التوأم أصيبت بعدوتين مختلفتين في آن واحد.

## التسمية
«الجائحة التوأم»، هي ترجمة لمصطلح تويندميك (بالإنجليزية: Twindemic)‏؛ والأخير لفظ منحوت مشتق من اسمي «توأم» (بالإنجليزية: Twin)‏ و«جائحة» (بالإنجليزية: Pandemic)‏. دخل في نهاية عام 2021 مصطلح مرادف للجائحة التوأم، هو فلورونا (بالإنجليزية: Flurono)‏، وهو لفظ منحوت مشتق من اسم فلو (بالإنجليزية: Flu)‏ التسمية المرادفة للإنفلونزا واسم كورونا (بالإنجليزية: Corona)‏.